# İbrahim Hakkı Pasza
İbrahim Hakkı Pasza (ur. 1863 w Stambule, zm. 29 lipca 1918 w Berlinie) – dyplomata i polityk Imperium Osmańskiego.
Urodził się w Stambule w 1863 roku; był synem przewodniczącego rady miasta. W 1882 roku ukończył gimnazjum administracji cywilnej „Mekteb-i Mülkiye”. Wykładał w szkole prawniczej. Potem rozpoczął karierę w rządzie, gdzie został ministrem w gabinecie Mehmeda Kamila Paszy. Od 1908 roku był ambasadorem osmańskim we Włoszech. 12 stycznia 1910 objął stanowisko wielkiego wezyra. Podał się do dymisji 29 września 1911, po wybuchu wojny włosko-tureckiej. Od 1915 roku był ambasadorem osmańskim w Berlinie. W latach 1917–1918 był członkiem delegacji osmańskiej do negocjacji pokojowych w Brześciu. Zmarł w Berlinie 29 lipca 1918 roku.